# Vaccinium secundum
Vaccinium secundum är en ljungväxtart som beskrevs av Johann Friedrich Klotzsch. Vaccinium secundum ingår i Blåbärssläktet, och familjen ljungväxter. Inga underarter finns listade i Catalogue of Life.